# Alexandre II da Escócia
Alexandre II (em gaélico escocês: Alaxandair mac Uilliam; Haddington, 24 de agosto de 1198 – Querrera, 6 de julho de 1249) foi o Rei da Escócia de 1214 até sua morte.